# Stortjärnen (Tärna socken, Lappland, 726727-150226)
Stortjärnen är en sjö i Storumans kommun i Lappland och ingår i Umeälvens huvudavrinningsområde. Sjön har en area på 0,0947 kvadratkilometer och ligger 546,2 meter över havet.

## Delavrinningsområde
Stortjärnen ingår i det delavrinningsområde (726410-150681) som SMHI kallar för Inloppet i Umnässjön. Medelhöjden är 543 meter över havet och ytan är 54,96 kvadratkilometer. Räknas de 341 avrinningsområdena uppströms in blir den ackumulerade arean 4 413,93 kvadratkilometer. Avrinningsområdets utflöde Umeälven mynnar i havet. Avrinningsområdet består mestadels av skog (84 procent). Avrinningsområdet har 0,23 kvadratkilometer vattenytor vilket ger det en sjöprocent på 0,4 procent.